# Smittoidea glaciata
Smittoidea glaciata är en mossdjursart som först beskrevs av Campbell Easter Waters 1900.  Smittoidea glaciata ingår i släktet Smittoidea och familjen Smittinidae. Inga underarter finns listade i Catalogue of Life.